# Camps-la-Source
Camps-la-Source is een gemeente in het Franse departement Var (regio Provence-Alpes-Côte d'Azur) en telt 1476 inwoners (2005). De plaats maakt deel uit van het arrondissement Brignoles. Het toerisme is de belangrijkste economische activiteit in het dorp.

## Geografie
De oppervlakte van Camps-la-Source bedraagt 22,3 km², de bevolkingsdichtheid is 66,2 inwoners per km².
De onderstaande kaart toont de ligging van Camps-la-Source met de belangrijkste infrastructuur en aangrenzende gemeenten.

## Demografie
Onderstaande figuur toont het verloop van het inwonertal (bron: INSEE-tellingen).